# Волчанський міський округ
Волча́нський міський округ (рос. Волчанский городской округ) — адміністративна одиниця Свердловської області Російської Федерації.
Адміністративний центр — місто Волчанськ.

## Населення
Населення міського округу становить 8965 осіб (2018; 10261 у 2010, 11318 у 2002).

## Склад
До складу міського округу входять 3 населених пункти:
| Населений пункт      | Населення, осіб (2002) | Населення, осіб (2010) |
| -------------------- | ---------------------- | ---------------------- |
| Волчанськ, місто     | 11043                  | 10010                  |
| В'южний, селище      | 275                    | 251                    |
| Макар'євка, присілок | 0                      | 0                      |